# Raymond Deonna

Raymond Déonna (1971)

Raymond Deonna (* 13. Oktober 1910 in Plainpalais; † 10. September 1972 in Allaman, heimatberechtigt in Genf) war ein Schweizer Politiker (LPS).

## Leben
Deonna studierte Jurisprudenz und Politologie und war von 1943 bis 1957 Direktor des Bureau romand. In den Jahren 1957 bis 1970 war er Generaldirektor der Gesellschaft zur Förderung der schweizerischen Wirtschaft.
1936 wurde Deonna in den Grossen Rat des Kantons Genf gewählt, im Amtsjahr 1958 war er dessen Präsident. Er hatte bis 1965 Einsitz im Kantonsparlament. Von 1948 bis 1951 und von 1963 bis zu seinem Tod war er im Nationalrat tätig. Als Präsident der LPS Genf von 1943 bis 1945, 1949 und 1960 war er später auch Präsident der LPS Schweiz von 1946 bis 1950.
Er nahm von 1950 bis 1972 Einsitz im Verwaltungsrat des Journal de Genève, von 1962 bis 1965 dem Cercle de la presse et des amitiés étrangeres und 1969 bis 1972 dem Internationalen Automobil-Salon Genf.